# 91 (tal)
91 (enoghalvfems, på checks også nitien) er det naturlige tal som kommer efter 90 og efterfølges af 92.

## Inden for videnskab
- 91 Aegina, asteroide
- M91, spiralgalakse i Berenikes Lokker, Messiers katalog

## Eksterne links
- Wikimedia Commons har flere filer relateret til 91 (tal)